# La Quiaca Airport
La Quiaca Airport är en flygplats i Argentina. Den ligger i den norra delen av landet, 1 600 km norr om huvudstaden Buenos Aires. La Quiaca Airport ligger 3 478 meter över havet.
Terrängen runt La Quiaca Airport är en högslätt. Närmaste större samhälle är La Quiaca, 5,6 km norr om La Quiaca Airport. 
Omgivningarna runt La Quiaca Airport är i huvudsak ett öppet busklandskap. Runt La Quiaca Airport är det mycket glesbefolkat, med 6 invånare per kvadratkilometer.